# Kadyrovtsy
Os Kadyrovtsy (em russo:  Кадыровцы. "Seguidores de Kadyrov"), é uma organização paramilitar na Chechênia, Rússia que serve como a proteção do presidente da Chechênia. O termo Kadyrovtsy é comumente usado na Chechênia para se referir a quaisquer homens chechenos armados sob o controle do Presidente da Chechênia Ramzan Kadyrov, embora estejam atualmente sobre o controle nominal da Guarda Nacional da Rússia.
Os Kadyrovtsy se originaram em 1994 como uma milícia separatista chechena sob Akhmad Kadyrov, e lutaram contra as Forças Armadas da Rússia pela República Chechena da Ichkeria na Primeira Guerra Chechena. Kadyrov desertou para o lado russo na Segunda Guerra Chechena em 1999, e os Kadyrovtsy começaram a combater separatistas e jihadistas durante a "fase de guerrilha" como uma polícia estatal de facto depois que ele foi nomeado presidente checheno em julho de 2000. Kadyrov foi assassinado em 2004, e o controle da milícia foi herdado por seu filho, Ramzan Kadyrov. Em 2006, os Kadyrovtsy foram legalizados como um regimento motorizado das Tropas Internas Russas do Ministério da Administração Interna (MVD), oficialmente chamado de "141° Regimento Motorizado Especial" e, quando Kadyrov foi eleito presidente da Chechênia em 2007, seu atual papel oficial como serviço de proteção individual foi estabelecido.

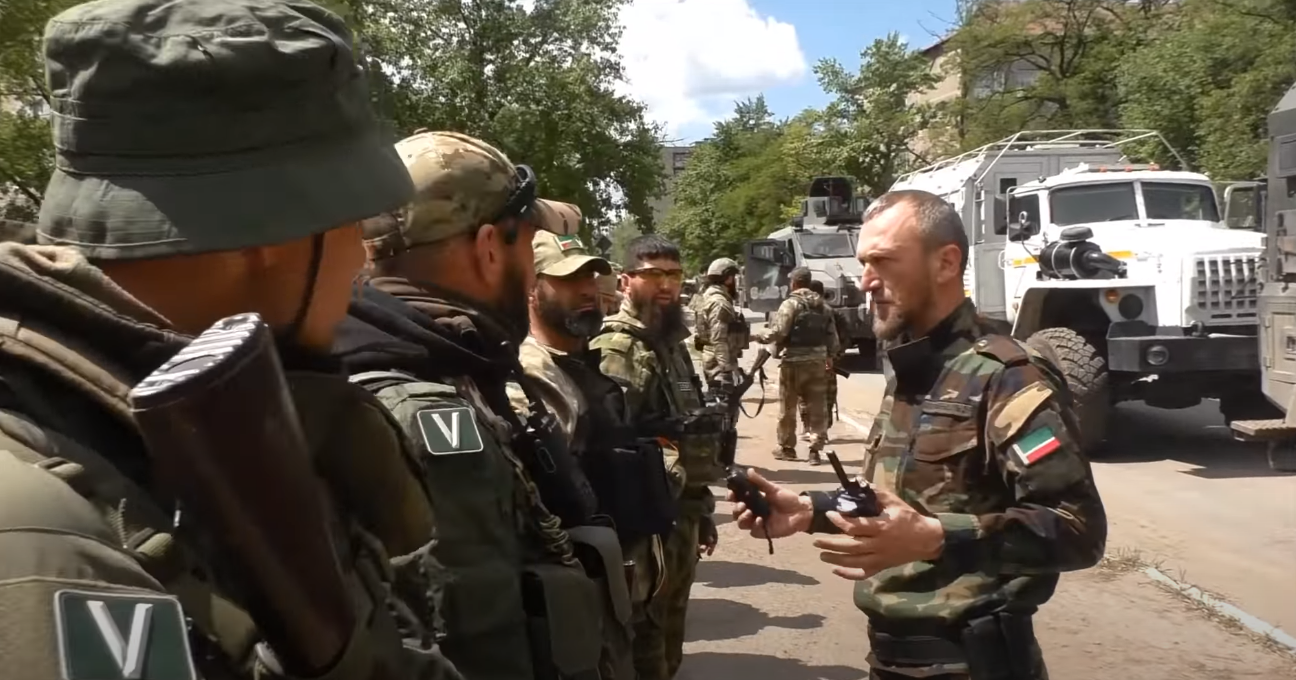
Tropas chechenas na Ucrânia

Os Kadyrovtsy foram criticados por serem o exército privado de Ramzan Kadyrov e acusados de cometer abusos generalizados dos direitos humanos, como sequestro, desaparecimentos forçados, tortura e assassinato, operando os campos de concentração para gays na Chechênia. Os críticos afirmam que os Kadyrovtsy usam punição extrajudicial para consolidar o governo autocrático de Kadyrov e agora superam os insurgentes jihadistas como a organização mais temida entre a população civil da Chechênia. Os Kadyrovtsy estiveram envolvidos em conflitos internacionais, incluindo a Guerra Civil Síria em 2017 e a Invasão russa da Ucrânia em 2022.